# Северная монархия
Северная монархия (порт. Monarquia do Norte), или Конфли́кт в Португа́лии  — восстание монархистов в городе Порту на севере Португалии, начавшееся 19 января 1919 года. 23 января произошло монархистское восстание в Лиссабоне, подавленное в тот же день. Целью восстаний было восстановление в Португалии монархии, свергнутой в результате революции 1910 года. Причиной конфликта послужила нестабильная ситуация в стране, вызванная правлением гражданского правительства. 
Восстание на севере продержалось около месяца и было подавлено силами, подчинявшимися президенту страны Жуану ду Канту и Каштру и новоназначенному 27 января премьер-министру Жозе Релвашу (José Relvas).  В ответ по стране прошла череда убийств видных республиканских политиков.

## Предыстория

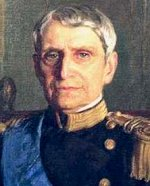
Жуан ду Канту и Каштру

14 декабря 1918 года был убит диктатор Португалии Сидониу Паиш. Президентом страны стал Жуан ду Канту и Каштру, который назначил премьер-министром Жуана Таманьини Барбосу. Убийство Паиша вызвало длительный период политической нестабильности в Португалии, закончишийся лишь в 1926 году.
На политической арене Португалии в этот момент действовали три противоборствующие политические силы: монархисты — сторонники восстановления свергнутой в 1910 году монархии, объединённые в движение Лузитанского интегрализма, сидонисты — сторонники Паиша, и сторонники «Старой республики» — республики, живущей по Конституции 1911 года (политический режим Португалии до Паиша). На юге Португалии преобладали сидонисты, в то время как на севере страны были сильны монархические настроения. 
Уже 23 декабря, в день назначения Таманьини Барбосы, военные провозгласили «силовое правление» с целью не допустить возврата к «старой республике». Полковник Жуан ди Алмейда, контролировавший части гарнизонов Лиссабона и Порту, 3 января 1919 года провозгласил себя представителем и наследником сидонистского режима.
8 января Таманьини Барбоса представил парламенту новый кабинет министров. Выступившие в защиту «старой республики» Франсишку Пинту да Кунья Леаль, в будущем премьер-министр Португалии, и Антониу Машаду Сантуш обвинили премьер-министра в слишком больших уступках военной хунте, образованной восставшими. Вслед за этим сразу же вспыхнул военный мятеж в защиту «старой республики», одновременно в Лиссабоне, Ковильяне и Сантарене. Выступления в Ковильяне и Лиссабоне были быстро подавлены, однако восставшие в Сантарене 11 января обратились к президенту с требованием создания коалиционного правительства, в котором были бы представлены не только сидонисты, но и сторонники «старой республики».
На выступления сторонников «старой республики» отреагировали традиционалисты и монархисты. 14 января основатель Лузитанского интегрализма Иполиту Рапозу выпустил меморандум, объявляющий о возможности скорого восстановления португальской монархии. 15 января мятеж республиканцев в Сантарене был подавлен. В тот же день парламент утвердил состав правительства Таманьини, а через два дня избрал ду Канту и Каштру президентом Португалии.

## Попытка реставрации монархии

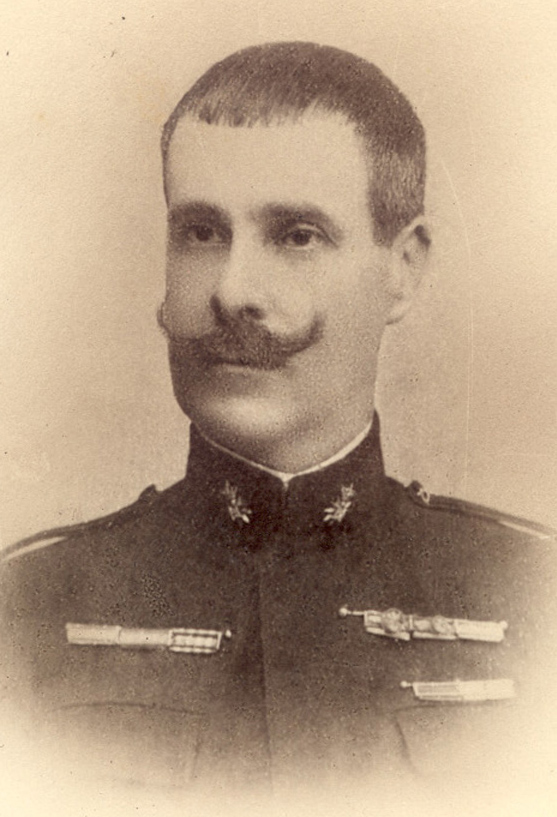
Энрике Митчел ди Пайва Коусейру

В то время как в Лиссабоне все крупные политические силы поддержали правительство Таманьини Барбосы, монархисты решили, что пришло время брать власть на севере. Монархист и бывший губернатор Анголы, Энрике Митчел де Пайва Коусейру отправился на север страны, где ему затем удалось установить собственную власть. Целью де Пайвы Коусейру было восстановление действия конституции 1826 года, создание католической монархии и приглашение в Португалию находящегося в изгнании бывшего короля Мануэла II. 
17 января состоялось собрание Центрального совета (хунты) Лузитанского интегрализма, которая решила отправить в Порту двух лидеров движения, Антониу Сардинью и Луиша де Алмейду Брагу, чтобы по возможности затянуть провозглашение монархии и провести переговоры с де Пайвой Косейру. Сардинья прибыл в Порту 18 января, а 19 января там уже была провозглашена монархия, что ознаменовалось проведением военного парада под королевскими флагами. Была образована Правящая хунта королевства, которую возглавил сам де Пайва Коусейру. Практически все города севера Португалии поддержали провозглашение монархии. Лидеры Лузитанского интегрализма также поддержали монархию, при этом Сардинья был назначен губернатором Порталегре, не успев, впрочем, занять этот пост.
После этого монархисты в Лиссабоне, возглавляемые Иполиту Рапозу и Алберту Монсарашем, также стали организовываться. Они начали собираться во Втором кавалерийском полку в Белене и строили планы захватить радиостанцию в районе Лиссабона Монсанту для связи с Северной монархией. Однако восстание в Лиссабоне началось лишь 22 января. Группа военных захватила форт Монсанту, вывесила там монархический флаг и установила контакт с Северной монархией, где в эти дни не происходило никаких возмущений. В тот же день форт был осаждён республиканской армией, и к вечеру монархисты, существенно уступавшие в численности, вынуждены были сдаться.
В Порту монархия существовала до 13 февраля, после чего вся страна оказалась под контролем республиканских войск.
После подавления монархического восстания многие офицеры были уволены из армии, и до 1926 года в политике страны полностью доминировали республиканские настроения. Лидеры монархии были отданы под суд и высланы из страны.